# Zaragon (band)
Zaragon was een Deense rockband binnen de niche progressieve rock.

## Band
Thuisplaats van Zaragon was Maribo op het eiland Lolland. De broers Hoel richtten samen met een basgitarist de band op 1979, al was de naam toen Thin Ice. Rond 1980 was het popmuziekklimaat niet gunstig voor bands om de progressieve rock in te gaan; de luisteraars hadden onder invloed van de punkmuziek genoeg van eindeloze soli en moeilijke ritmes. Toch wist de band in 1984, maar dan al onder de naam Zaragon, een elpee uit te brengen: No return. Dat was eigenlijk meteen het laatste wapenfeit van Zaragon. Wanneer er rond 1994 een reünie plaatsvindt, vindt de band in het kleine platenlabel Ad Perpetuam Memoriam een firma die van No return een compact disc perst. Daarna werd niets meer van de band vernomen. Ook de bandleden verdwenen in de obscuriteit al heeft Finn Jansen nog een aantal jaren een loopbaan als muziekproducent.

## No return
No return werd opgenomen in januari en februari 1984 in de Chorus Music Studio te Torrig, een dorpje dat tussen 1924 en 1941 met Maribo verbonden was middels de Spoorlijn Maribo - Torrig.

### Musici
- Ralph Hoel – toetsinstrumenten
- Martin Nielsen – zang, basgitaar op Thoughts en gitaar/basgitaar op Fear to fight
- Finn Jansen – gitaar, achtergrondzang
- Bjorn Hoel – drumstel
- Jim Andersen – basgitaar

### Muziek
Alle tekst en muziek door de band

| Nr. | Titel                                    | Duur  |
| --- | ---------------------------------------- | ----- |
| 1.  | Stretched out hands (track 1, lp kant 1) | 7:52  |
| 2.  | Thoughts (track 2, lp kant 1)            | 11:40 |
| 3.  | Lightrace (track 1, lp kant 2)           | 5:17  |
| 4.  | No return (track 2, lp kant 2)           | 12:44 |
| 5.  | Exit (track 3, lp kant 2)                | 2:22  |
| 6.  | Fear to fight (bonustrack cd)            | 7:14  |